# Mariano Renato Monteiro da Cruz

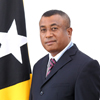
Mariano Renato Monteiro da Cruz

Mariano Renato Monteiro da Cruz ist ein osttimoresischer Hochschullehrer und Politiker. Er hat einen Ingenieurstitel.

## Werdegang
Nach dem Abzug der Indonesier aus Osttimor 1999 half Cruz beim Wiederaufbau der Universidade Nasionál Timór Lorosa'e (UNTL) als Vizerektor für administrative Angelegenheiten. Ab September 2010 nahm er von diesem Posten einen zweijährigen unbezahlten Urlaub. 2015 war er an der UNTL in der Abteilung für Civil Engineering.
Am 29. September 2017 wurde Cruz zum Vizeminister für die Entwicklung des öffentlichen Dienstes ernannt und am 3. Oktober vereidigt. Seine Amtszeit als Vizeminister endete mit Antritt der VIII. Regierung Osttimors am 22. Juni 2018.

## Veröffentlichungen
- Mariano Renato Monteiro da Cruz, Akimasa Fujiwara, Janyi Zhang: Sustainability Evaluation of Urban Development in the Context of Transportation Planning, 2015